# Distrito de Lurigancho-Chosica
El distrito de Lurigancho-Chosica, más conocido como Chosica, es uno de los cuarenta y tres distritos que conforman la provincia de Lima, ubicada en el departamento homónimo, en el Perú. Limita al norte, con el distrito de San Antonio de Chaclla, provincia de Huarochirí; al este, con los distritos de Santa Eulalia y Ricardo Palma, ambas pertenecientes a la provincia de Huarochirí; al sureste, con el distrito de Antioquía, provincia de Huarochirí; al sur, con los distritos de Chaclacayo, Ate y El Agustino; y al oeste, con el distrito de San Juan de Lurigancho. Se encuentra en la zona este de Lima, en la cuenca media del río Rímac. En 2023, obtuvo una población de 303 966 habitantes.

## Etimología

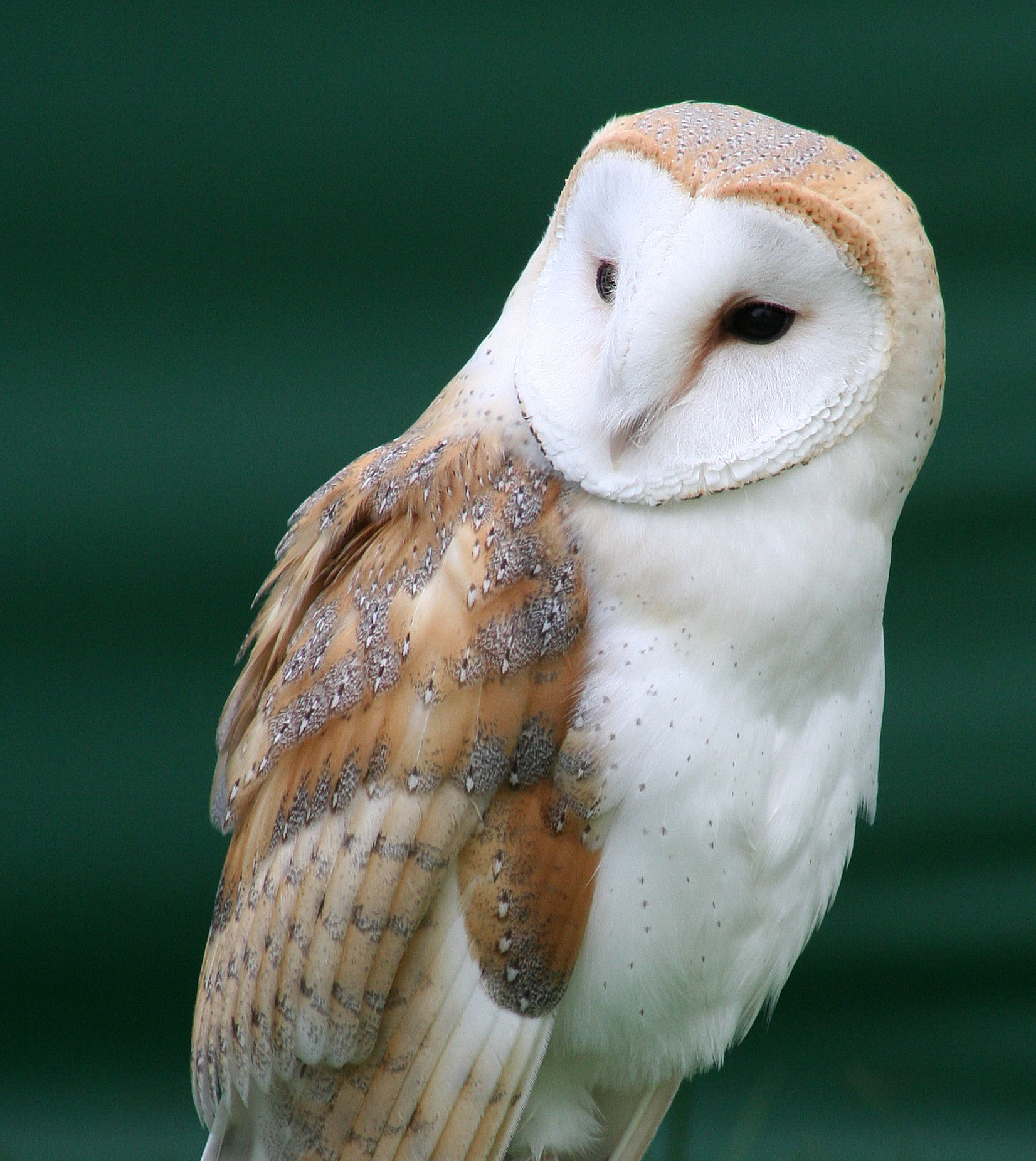
Lechuza blanca (Tyto alba), animal por el que se basó la etimología del nombre del distrito.

El nombre Chosica puede proceder de la palabra aimara, Chosecc, que quiere decir "cueva donde habitan lechuzas".
Otra posible explicación de la etimología de la palabra Chosica es que provenga directamente del diminutivo español "chocica". De hecho, la ortografía de este nombre en textos antiguos era "Chocica" y no "Chosica" (véanse, por ejemplo, Viajes de Santiago de Estrada, Vol.2, de finales del siglo XIX, o las crónicas de Carratalá y Ricafort, de 1821). Por similitud, en los siglos XV y XVI, también se utilizaba la palabra "chocica" para referirse a las pequeñas casetas o capillas donde se veneraba una imagen en carreteras y rutas. El topónimo Chocica se puede encontrar en otros lugares de Latinoamérica bajo dos alternativas ortográficas: Chocica o Chozica (p.ej. en Chile y Colombia). Este topónimo se puede encontrar también en España (p.ej. en Porcuna, Jaén).
Por fines turísticos en el jirón Chiclayo se pueden apreciar unas figuras representativas de las ya muy escasas lechuzas, cómodamente instaladas en los árboles del Paseo del Huarango.

## Historia
Los antecedentes del distrito de Lurigancho empiezan desde el virreinato, junto a otros cuatro distritos de Lima. 
En la república su creación política se formaliza el 4 de agosto de 1821 por el general, José de San Martín.
El 21 de enero de 1825, Simón Bolívar crea el distrito de Lurigancho. En 1857, el Congreso ratifica la creación del distrito, cuya capital era el mismo pueblo de Lurigancho, actual distrito de San Juan de Lurigancho (altura de la estación Pirámides del Sol). Según el censo de 1876, su población era de 1248 habitantes dedicados en su mayoría a las actividades agrarias. 
La fundación de la ciudad de Chosica (más adelante relegada a localidad) fue el 13 de octubre de 1894, por Emilio Agustín del Solar y Mendiburu (1876 - 1910), quien fue jurista y fiscal de la Corte Suprema de Lima.
El antiguo distrito era uno de los más grandes de Lima durante el siglo XIX y XX, este distrito estaba en el margen derecha del río Rímac, y abarcaba desde las alturas limítrofes con el distrito de Matucana, provincia de Huarochirí; hasta las Tres Compuertas (actual distrito de San Juan de Lurigancho, límite con el distrito del Rímac - cerca al cerro San Cristóbal) con su capital El Pueblo; abarcando los actuales distritos de San Juan de Lurigancho, parte de Chaclacayo, San Antonio de Chaclla (zona norte en Jicamarca) y Lurigancho-Chosica.
El 9 de noviembre de 1896, Nicolás de Piérola dictó la Ley N.° 5446, nombrando a la localidad de Chosica, capital del distrito de Lurigancho. Y en 1899, se traslada definitivamente la municipalidad.
El 4 de marzo de 1926, Augusto B. Leguía anexa los centros poblados de Chosica Vieja y Yanacoto al distrito de Lurigancho.

## Hidrografía
Cerca al límite con los distritos de Santa Eulalia y Ricardo Palma, el río Rímac se une con el río Santa Eulalia. Asimismo, en algunas ocasiones suelen escucharse truenos.
Entre octubre y abril, suelen haber lluvias, las cuales activan una o más quebradas. Estas quebradas se ubican en:
- Chacrasana
- San Antonio
- La Libertad
- Quirio
- Mariscal Castilla
- Paradero Inka Kola

## Geografía
El distrito de Lurigancho-Chosica está ubicado en Lima Este, a orillas del río Rímac. Comparte el valle del río Rímac, con los distritos de El Agustino, Ate y Chaclacayo. Cuenta con una superficie de 236,47 km² y su altitud media es de 850 m s. n. m. Pertenece a la región Yunga.
Chosica, que se encuentra al extremo este del distrito, es la puerta de entrada a los Andes, y punto de encuentro para excursiones de senderismo, ciclismo o campamentos a San Pedro de Casta, Marcahuasi, o las cataratas de Palacala. Lurigancho cuenta con otras áreas urbanas como "Los Girasoles", y La Cantuta, Jicamarca y Cajamarquilla, donde se ubica una de las refinerías zinc principales del país. En cercanía de la refinería, se destaca el Radio Observatorio de Jicamarca.
Su clima soleado lo convierte en uno de los lugares predilectos para las vacaciones de la población residente en Lima, razón por la cual abundan en Lurigancho diversos centros recreativos. El mismo motivo ha impulsado a importantes clubes sociales peruanos a tener una sede en este distrito, destacando entre ellos el Country Club El Bosque, el Club de Regatas Lima, el Country Club de Villa, Los Andes Golf Club y el Centro Vacacional de Huampaní (en su interior se encuentra el Colegio Mayor). Asimismo, posee grandes centros residenciales como el Club residencial Los Girasoles de Huampaní.

## Clima
Lurigancho-Chosica posee un clima soleado en mayo. Con neblinas durante las noches y mañanas de junio y julio. Y con lluvias breves de octubre a abril. 
| Parámetros climáticos promedio de Chosica             | Parámetros climáticos promedio de Chosica | Parámetros climáticos promedio de Chosica | Parámetros climáticos promedio de Chosica | Parámetros climáticos promedio de Chosica | Parámetros climáticos promedio de Chosica | Parámetros climáticos promedio de Chosica | Parámetros climáticos promedio de Chosica | Parámetros climáticos promedio de Chosica | Parámetros climáticos promedio de Chosica | Parámetros climáticos promedio de Chosica | Parámetros climáticos promedio de Chosica | Parámetros climáticos promedio de Chosica | Parámetros climáticos promedio de Chosica |
| Mes                                                   | Ene.                                      | Feb.                                      | Mar.                                      | Abr.                                      | May.                                      | Jun.                                      | Jul.                                      | Ago.                                      | Sep.                                      | Oct.                                      | Nov.                                      | Dic.                                      | Anual                                     |
| ----------------------------------------------------- | ----------------------------------------- | ----------------------------------------- | ----------------------------------------- | ----------------------------------------- | ----------------------------------------- | ----------------------------------------- | ----------------------------------------- | ----------------------------------------- | ----------------------------------------- | ----------------------------------------- | ----------------------------------------- | ----------------------------------------- | ----------------------------------------- |
| Temp. máx. abs. (°C)                                  | 28.6                                      | 29.6                                      | 32.5                                      | 32.2                                      | 31.3                                      | 28.8                                      | 29.3                                      | 28.4                                      | 31.2                                      | 29.1                                      | 27.8                                      | 28.2                                      | 32.5                                      |
| Temp. máx. media (°C)                                 | 27.1                                      | 27.1                                      | 28.4                                      | 28.7                                      | 25.3                                      | 24.4                                      | 23.9                                      | 23.9                                      | 26.2                                      | 25.6                                      | 26.3                                      | 26.4                                      | 26.1                                      |
| Temp. mín. media (°C)                                 | 18.3                                      | 18.2                                      | 19.9                                      | 19.9                                      | 16.2                                      | 15.6                                      | 14.3                                      | 13.9                                      | 17                                        | 17.7                                      | 16.7                                      | 17.4                                      | 17.1                                      |
| Temp. mín. abs. (°C)                                  | 16.7                                      | 17.5                                      | 17.3                                      | 17.7                                      | 13.7                                      | 13.4                                      | 12.3                                      | 12.6                                      | 13.4                                      | 13.2                                      | 15.6                                      | 16                                        | 12.3                                      |
| Precipitación total (mm)                              | -                                         | 23.2                                      | 29.2                                      | 8.8                                       | 0                                         | 0                                         | 0                                         | 0                                         | 0                                         | 1.4                                       | 0.6                                       | 0.4                                       | 63.6                                      |
| Fuente: Servicio Nacional Meteorológico e Hidrológico |                                           |                                           |                                           |                                           |                                           |                                           |                                           |                                           |                                           |                                           |                                           |                                           |                                           |

## División Administrativa
El cuadro muestra los centro poblado que pertenece al distrito de Lurigancho-Chosica.
| Centro Poblado          | Tipo de Centro Poblado |
| ----------------------- | ---------------------- |
| Cajamarquilla           | Rural                  |
| Carapongo               | Rural                  |
| Chosica                 | Urbano                 |
| Jicamarca               | Rural                  |
| Ñaña                    | Rural                  |
| Santa María de Huachipa | Urbano                 |

## Autoridades

### Municipales
| Cargo    | Autoridad electa              | Partido político | Partido político         |
| -------- | ----------------------------- | ---------------- | ------------------------ |
| Alcalde  | Oswaldo Vargas Cuéllar        |                  | Juntos por el Perú       |
| Regidora | Mercedes Condori Baldeón      |                  | Juntos por el Perú       |
| Regidor  | Roger Astacuri Laura          |                  | Juntos por el Perú       |
| Regidora | Liliana Cueva Borda           |                  | Juntos por el Perú       |
| Regidor  | Miguel Ángel Livia Cuba       |                  | Juntos por el Perú       |
| Regidora | Rosa Valle Barbarán           |                  | Juntos por el Perú       |
| Regidor  | José Tello Pacheco            |                  | Juntos por el Perú       |
| Regidora | Betsayda Huayllacayan Salazar |                  | Juntos por el Perú       |
| Regidor  | Víctor Mathews Paredes        |                  | Renovación Popular       |
| Regidor  | Julio Goicochea Saldaña       |                  | Podemos Perú             |
| Regidora | Marleni Calderón Córdova      |                  | Alianza para el Progreso |
| Regidor  | Carlos Vargas Vera            |                  | Frente de la Esperanza   |

### Políticas
- Gobernador Distrital: Carlos Ledezma Pizarro

## Atractivos turísticos
- Paseo de las banderas: parte del jirón Callao, fue acondicionado para albergar los estandartes de toda la comunidad americana. El final del paseo está coronado por un viejo cañón que era parte de la antigua Hostería de Chosica.
- Parque Central Emilio del Solar, con el monumento en memoria del fundador, Emilio del Solar.
- Paseo del Huarango (jirón Chiclayo)
- El Cristo Blanco (ubicado al final del Paseo de las Aguas (jirón Chiclayo).
- Puente Estela Montti, que conduce a la urbanización San Fernando Bajo
- Los murales del jirón Colombia
- El Coliseo Carmela Estrella
- El puente colgante - Ferrocarril
- El Parque de la Amistad (jirón Iquitos)
- Estadio Solís García (iluminado)
- El Parque de la Epopeya Peruana (ex-Parque Echenique), es la parada obligatoria para aquellos turistas que deseen tomar un bus hacia el bosque de piedras de Marcahuasi o hacia las Cascadas de Palacala.
- Los geoglifos de Yanacoto, ubicados a la altura del Club El Bosque con la carretera Central.

## Principales Zonas

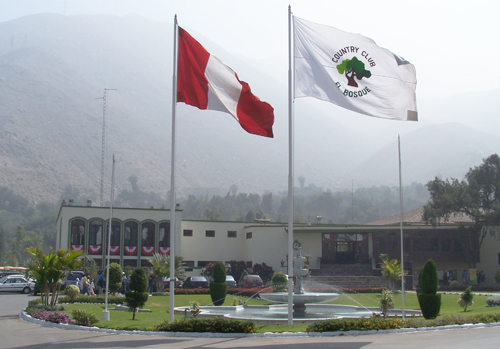
Country Club El Bosque.

Parte alta (Colindante con los distritos de Santa Eulalia y Ricardo Palma)
- Chosica
- Santa María
- San Antonio
- San Fernando
- Virgen del Rosario
- Señor de los Milagros
- Yanacoto
- La Libertad
- Mariscal Ramón Castilla
- Cooperativa Pablo Patrón
- La Cantuta
- El Rímac

Parte media (Colindante con los distritos de Chaclacayo y Ate)
- Alto Huampaní
- California
- El Vallecito - Ñaña
- Alto Perú - Ñaña
- San Francisco - Ñaña
- Virgen del Cármen La Era - Ñaña
- Carapongo

Parte baja (Colindante con los distritos de Ate, El Agustino, San Juan de Lurigancho y San Antonio de Chaclla)
- Cajamarquilla
- Nievería
- Santa María de Huachipa
- Jicamarca Anexo 8
- Casa Huerta la Campiña

## Parroquias
Pertenecen a la Vicaría I:
- Santo Toribio de Mogrovejo[5](bajo administración de los Agustinos)
- San Juan Bosco (bajo administración de los Salesianos)
- San Nicolás de Tolentino (parroquia diocesana)

## Festividades
- Mayo: Fiesta de las Cruces
- Octubre: Señor de los Milagros
- Octubre: Aniversario del distrito

## Educación

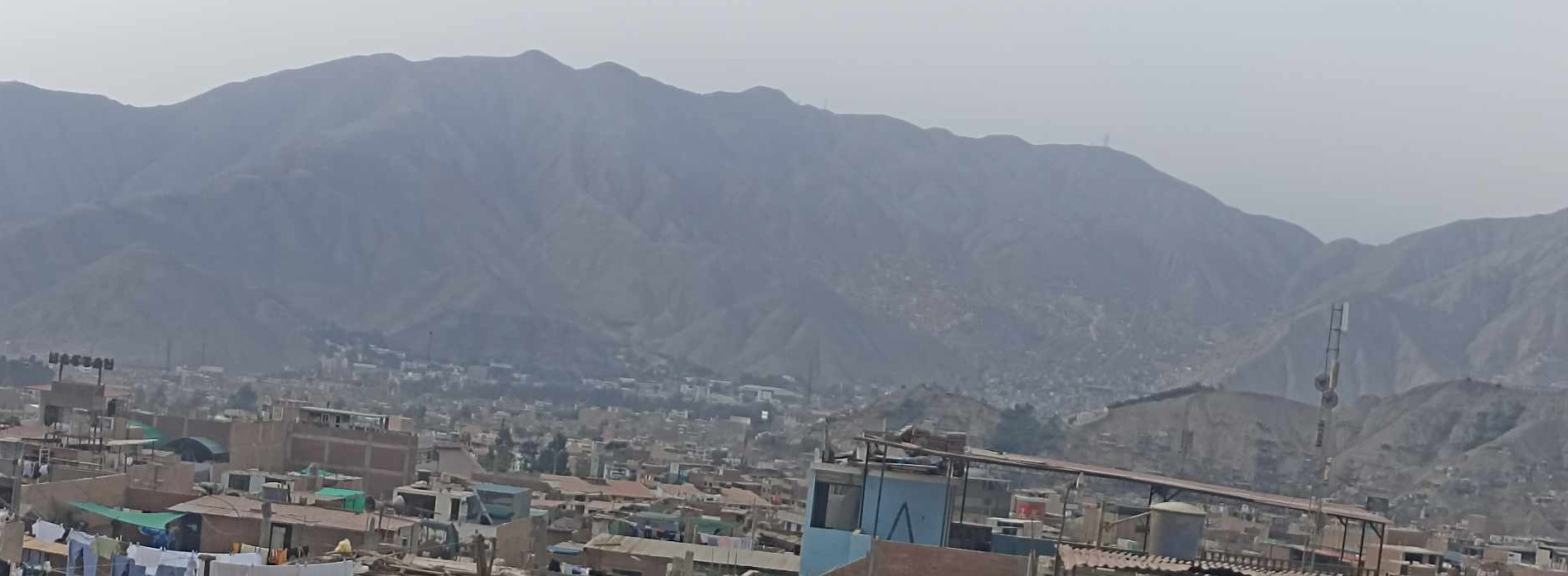
Universidad Peruana Unión y La Era-Ñaña, vista desde Huaycán, distrito de Ate.

### Estatales
- Josefa Carrillo y Albornoz
- Pablo Patrón
- Colegio de Aplicación "Enrique Guzmán y Valle - La Cantuta"
- Ferrocarril
- Emilio del Solar
- Huamán Poma de Ayala
- Fe y Alegría N.º 41
- 1198 La Ribera

### Particulares
- Beata Imelda
- Santa Rosa
- San Isidro
- Santa Rita
- Lourdes
- San Carlos
- María Auxiliadora
- Nuevo Mundo
- La Roca
- Marcelino Champagnat
- DEUNI

### Universidades
- Universidad Nacional de Educación Enrique Guzmán y Valle
- Universidad Peruana Unión

## Futuras segregaciones
Debido a la extensión territorial, los vecinos del centro poblado de Santa María de Huachipa manifiestan separarse de Lurigancho-Chosica y pasar a ser un nuevo distrito. Asimismo, este nuevo distrito abarcaría las zonas de Jicamarca Cerro Camote, Cajamarquilla, Carapongo y Nievería. Limitaría al norte, con el distrito de San Antonio de Chaclla, provincia de Huarochirí; al este, con el distrito de Lurigancho-Chosica; al sur, con el distrito de Ate; al suroeste, con el distrito de El Agustino; y al oeste, con el distrito de San Juan de Lurigancho. 

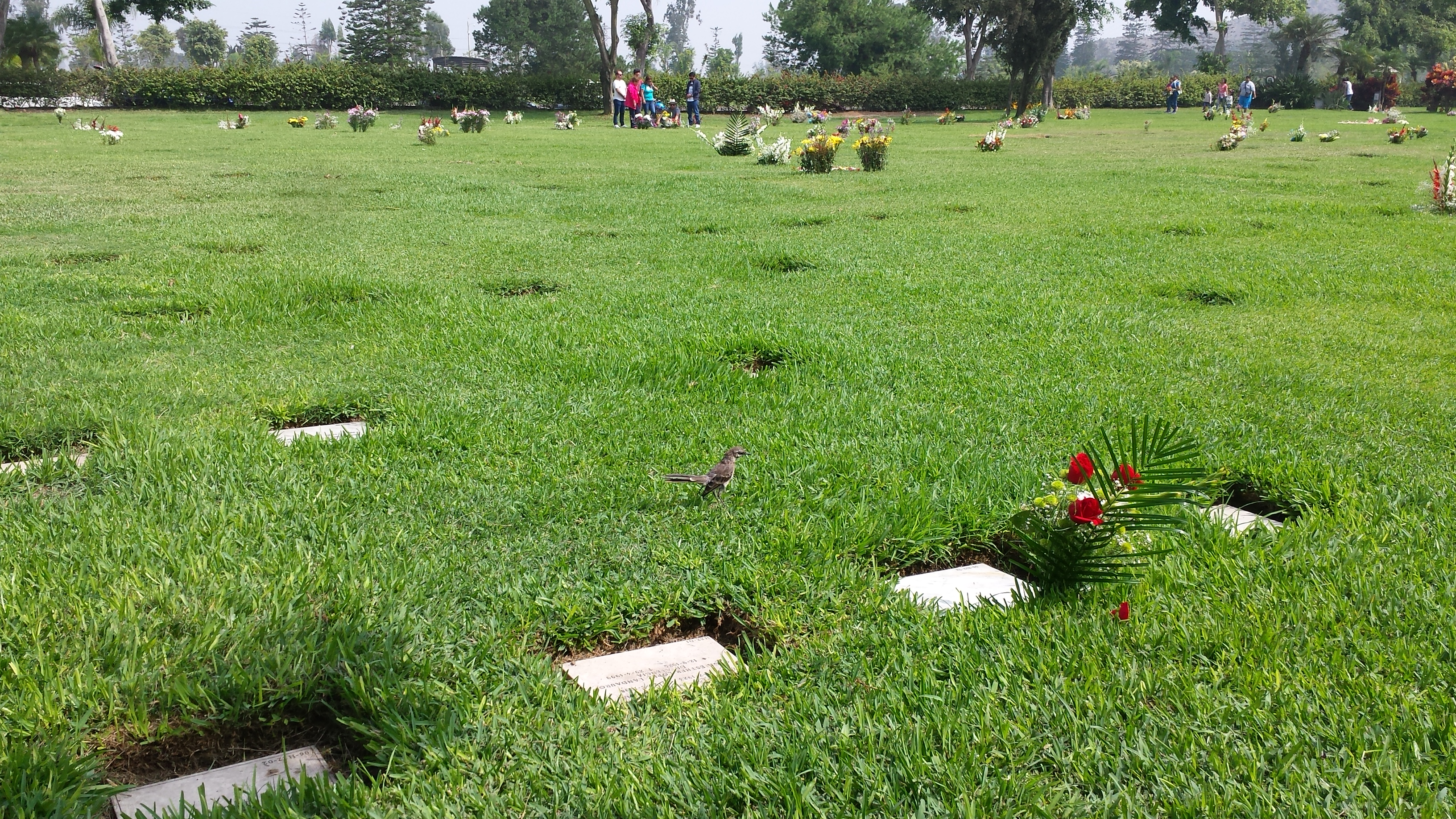
El cementerio más grande del Perú, Campo Fe de Huachipa.